# سیارک ۲۲۸۸
سیارک ۲۲۸۸ (به انگلیسی: 2288 Karolinum، نامگذاری:1979UZ) دو هزار و دویست و هشتاد و هشتمین سیارک کشف شده‌است که در ۱۹ اکتبر ۱۹۷۹ کشف شد.
قدر مطلق سیارک برابر ۱۱٫۰۰ است.